# Deusdedit z Canterbury
Deusdedit lub Adeodatus, imię świeckie: Frithona, Frithuwine lub Frithonas (zm. ok. 664 roku) – średniowieczny anglosaski (Wessex) duchowny chrześcijański, biskup, w latach 655–664 arcybiskup Canterbury, święty Kościoła katolickiego, prawosławnego i wspólnoty anglikańskiej.
W roku 655 Deusdedit jako pierwsza osoba pochodząca z wyspy Wielkiej Brytanii został arcybiskupem Canterbury. Pełnił ten urząd przez ponad dziewięć lat, aż do śmierci ok. 664 roku, prawdopodobnie 14 lipca, w czasie panującej w Anglii epidemii dżumy dymieniczej. Dokładna data zgonu jest jednak nieznana.
Został pierwotnie pochowany w portyku św. Grzegorza w kościele św. Piotra i Pawła, będącego częścią opactwa św. Piotra i Pawła poza murami miasta Canterbury (później przemianowanego na opactwo św. Augustyna). Wkrótce po śmierci Deusdedit został uznany za świętego. W roku 1091 jego relikwie zostały przeniesione do odbudowanego po podboju normańskim kościoła tegoż opactwa. Wkrótce po tym wydarzeniu Goscelin z Saint-Bertin spisał żywot świętego. Jego święto było zgodnie z niektórymi kalendarzami obchodzone 14, a innymi – 15 lipca. Poza tym 12 lub 13 września wspominano przeniesienie relikwii św. Augustyna, a także świętych Wawrzyńca, Mellita, Justusa, Honoriusza i Deusdedita.

## Życiorys
Tradycja sięgająca czasów następujących krótko po inwazji Normanów na Anglię w 1066 roku, a zapoczątkowana przez Goscelina z Saint-Bertin podaje, że przyszły arcybiskup Canterbury nosił początkowo imię Frithona. Była to prawdopodobnie zniekształcona forma imienia Frithuwine. Historyk Peter Hunter Blake jako prawidłową podaje wersję Frithonas.
Imię Deusdedit oznacza w języku łacińskim zwrot „Bóg dał”. Było to imię ówczesnego papieża, panującego w latach 615–618, znanego także jako Adeodat I (łac. a Deo datus oznacza „dany przez Boga”). Przybieranie sobie imion panujących papieży było praktyką stosowaną przez wielu średniowiecznych biskupów saskich.
12 lub 24 marca 655 roku Deusdedit został konsekrowany na biskupa przez biskupa Rochesteru Ithmara. Został szóstym arcybiskupem Canterbury, licząc od momentu przybycia na wyspy brytyjskie misji gregoriańskiej, a pierwszym urodzonym na tej wyspie (był Sasem zachodnim). Jednym z powodów, dla których tak wiele czasu musiało upłynąć od przyjęcia chrześcijaństwa przez Królestwo Kentu ok. 600 roku do ustanowienia po raz pierwszy rodowitego mieszkańca wysp arcybiskupem, był niedostatek szkół, w których poziom nauczania byłby na tyle wysoki, by pozwalał absolwentom ubiegać się o wysokie urzędy kościelne. Sytuacja w tym zakresie polepszyła się dopiero po utworzeniu przez misjonarzy gregoriańskich odpowiedniej liczby placówek. Prawdopodobnie Deusdedit zawdzięczał swoją nominację na arcybiskupa Canterbury współpracy z królem Kentu Earconbertem i królem Wesseksu Cenwalhem. Nie wiadomo, kiedy dokładnie przybrał imię Deusdedit, choć historyk Richard Sharpe przypuszcza, że miało to miejsce w czasie jego konsekracji biskupiej.
Przez dziewięć lat pełnienia przez Deusdedita urzędu arcybiskupa Canterbury wszyscy biskupi angielscy, z wyjątkiem Damiana – następcy Ithamara na urzędzie biskupa Rochesteru – przyjmowali sakrę z rąk biskupów celtyckich lub obcych. Damianowi święceń udzielił Deusdedit. Deusdedit założył klasztor żeński na wyspie Thanet, a także pomógł w założeniu w 657 roku klasztoru w Medeshamstede – późniejszego opactwa w Peterborough. Przez długi czas znajdował się w cieniu biskupa Sasów zachodnich – Agilberta. Władza Deusdedita nie wykraczała poza granice archidiecezji Canterbury oraz tradycyjnie zależnej od niej diecezji Rochester.
Deusdedit nie był obecny na zwołanym w roku 664 synodzie w Whitby, debatującym nad tym, czy Kościół w Nortumbrii powinien stosować rzymską, czy celtycką metodę obliczania daty Wielkanocy. Prawdopodobnie absencja ta była spowodowana zarazą, która wtedy wybuchła w Anglii.

## Śmierć
Beda Czcigodny w swoim dziele Historia ecclesiastica gentis Anglorum pod datą 664 pisze: „14 lipca roku podanego powyżej, kiedy krótko po zaćmieniu nastąpiła epidemia dżumy, podczas której biskup Colmán został odwołany jednomyślną decyzją katolików, Deusdedit – szósty arcybiskup Canterbury – zmarł”. Twierdzenie to zdaje się stać w sprzeczności z innym – wcześniejszym fragmentem wspomnianego dzieła Bedy Czcigodnego, w którym autor pisze, że poprzednik Deusdedita – Honoriusz, „zmarł 30 września 653 i po wakacie trwającym 18 miesięcy Deusdedit – Sas Zachodni został wybrany na stolicę arcybiskupią i został szóstym arcybiskupem. Został konsekrowany 26 maja przez Ithmara – biskupa Rochesteru – i rządził stolicą aż do swojej śmierci dziewięć lat, cztery miesiące i dwa dni później”. Jeśli informacja ta jest precyzyjna, to arcybiskup Deusdedit umarł 28 lipca 664 roku. Historycy tłumaczą opisywaną rozbieżność na kilka sposobów. Frank Stenton uważa, że rok u Bedy Czcigodnego rozpoczynał się 1 września i stąd według współczesnego sposobu datowania powinno się uważać za datę śmierci biskupa Honoriusza 30 sierpnia 652 roku. Średniowieczni kopiści popełnili błąd, spisując manuskrypty Historii. Beda Czcigodny, pisząc o długości rządów arcybiskupa Deusdedita, miał na myśli dziewięć lat i siedem miesięcy, a nie dziewięć lat i cztery miesiące. Uczony wnioskuje z tego, że zgon hierarchy nastąpił między wrześniem 663 a wrześniem 664 roku. Zgadza się to z datą wystąpienia zaćmienia Słońca. Uznaje też, że Beda Czcigodny precyzyjnie podał informację o długości urzędowania arcybiskupa, wobec czego przyjmuje, że Deusdedit zmarł 28 października 663 roku.
Inni historycy, tacy jak Richard Abels, P. Grosjean czy Alan Thacker, twierdzą, że hierarcha zmarł 14 lipca 664 roku. Główny argument przedstawił Grosjean, stwierdzając, że Beda Czcigodny podał złą datę konsekracji Deusdedita na biskupa, jako że 26 maja wypadł w roku 655 w Wielki Czwartek, a więc w dzień, w którym zwykle nie mają miejsca tego rodzaju obrzędy. Uczony sądzi, że najlepszym sposobem na rozwiązanie tego problemu jest uznanie 14 lipca 655 roku za datę śmierci i odliczenie czasu rządów hierarchy podanego przez Bedę Czcigodnego. W ten sposób Grosjean doszedł do wniosku, że sakra biskupia Deusdedita miała miejsce 12 marca 655 roku. Alan Thacker i Richard Abels zgadzają się z tym tokiem rozumowania, choć pierwszy nie opowiada się za konkretną datą święceń. Richard Abels z kolei wskazuje na związek śmierci Deusdedita ze zgonem króla Eorcenberta, który zgodnie z zapisem Bedy Czcigodnego zmarł tego samego dnia, co arcybiskup. Autor Historii pisze, że epidemia dżumy wybuchła niedługo po zaćmieniu Słońca 1 maja. Także nic w tym dziele nie podważa faktu, że król Eorcenbert zmarł 14 lipca 664 roku, stąd Richard Abels uważa, że jest to najbardziej prawdopodobna data zgonu Deusdedita. Historyk D.P. Kirby zgadza się z tezą, że arcybiskup zmarł w 664 roku, ale nie podaje dokładnej daty śmierci, która wciąż pozostaje przedmiotem dyskusji naukowców.
Większość historyków uważa, że przyczyną śmierci Deusdedita była szalejąca wtedy w Anglii epidemia. Z tego, iż zapis o śmierci Deusdedita występuje w Historii Bedy Czcigodnego zaraz po informacji o wybuchu zarazy, historyk John R. Maddicott wnioskuje, że biskupi Deusdedit i Eorcenbert zmarli nagle w wyniku choroby. Beda Czcigodny nie podaje jednak, o jaką zarazę chodzi, chociaż wspomniany wcześniej uczony sądzi, że była to dżuma dymienicza. Nie są znane objawy choroby, na którą cierpieli Deusdedit i Eorcenbert, lecz Beda Czcigodny napisał, że innej ofierze doskwierał ból uda. Osoba ta ponoć miała na nim guza, będącego zdaniem uczonych dymienicą znajdującą się w pachwinie. Tak nazywa się powiększone węzły chłonne będące jednym z symptomów dżumy dymieniczej.

## Dziedzictwo

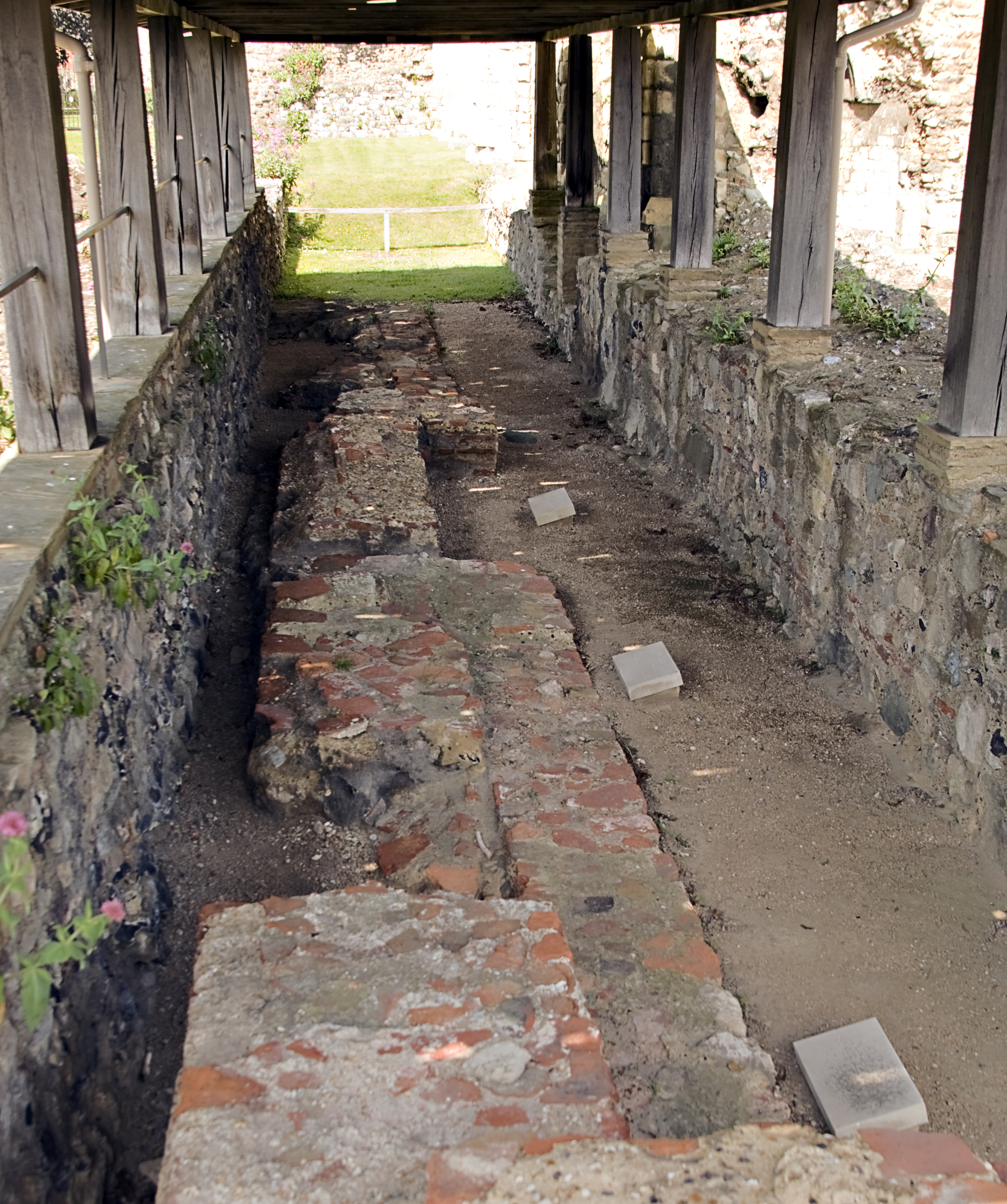
Miejsce pochówku Deusdedita

Po śmierci Deusdedita niektórzy z kandydatów na biskupów byli wtedy zdania, że obecnie nikt na Wyspach Brytyjskich nie ma ważnych święceń biskupich. Ponadto niewielka liczba wyższych hierarchów pozostałych przy życiu była przyczyną trudności w skompletowaniu wymaganego składu trzech biskupów-konsekratorów. To wszystko doprowadziło do tego, że mianowany na biskupa Yorku Wilfryd udał się w 664 roku po sakrę do biskupa Wesseksu bądź Dorchesteru Agilberta, a konsekrowany został ostatecznie w Compiègne.
Poza kilkoma suchymi faktami niewiele wiadomo o życiu arcybiskupa Deusdedita. Został pochowany w kościele św. Augustyna w Canterbury, ale w roku 1091 jego szczątki zostały przeniesione do nowego kościoła opactwa. Zaraz po śmierci został uznany za świętego, a jego wspomnienie obchodzono 14 lipca, choć pochodzący z przełomu X i XI wieku psałterz powstały w opactwie św. Augustyna w Canterbury (Psałterz z Bosworth) podaje datę 15 lipca. Dzień ten jest w nim opisany jako święto wysokiej rangi, czyli tak, jak ma to miejsce w przypadku innych wczesnych arcybiskupów Canterbury, których wspomnienia znajdują się w tej księdze liturgicznej.
Żywot świętego został napisany przez Goscelina z Saint-Bertin już po translacji relikwii. Autor opierał się przede wszystkim na relacji Bedy Czcigodnego. Manuskrypt tego dzieła zatytułowany De Sancto Deusdedit Archiepiscopo przetrwał jako część manuskryptu ms. Cotton Vespasian B.xx przechowywanego w Bibliotece Brytyjskiej. Ze względu na to, że ów żywot jest dziełem dość późnym, Historia Bedy Czcigodnego pozostaje głównym źródłem informacji o życiu św. Deusdedita. Poza De Sancto mało jest dowodów kultu jego osoby. Świątynia pod jego wezwaniem przetrwała aż do kasaty zakonów w latach trzydziestych XVI wieku.
Następcą Deusdedita na urzędzie arcybiskupa Canterbury był jeden z podległych mu duchownych – Wighard.